# Арахісовий соус
Арахісовий соус, соус сате, бумбу каканг, самбал каканг або пецель — це індонезійський соус із меленого смаженого арахісу, який широко використовується в індонезійській кухні та багатьох інших стравах у всьому світі.
Арахісовий соус використовується з м'ясом і овочами, з м'ясом, смаженим на шампурі, таким як сате, поливається поверх овочів як заправка для салату, наприклад у гадо-гадо, або як соус діп.

## Інгредієнти
Основним інгредієнтом є мелений смажений арахіс, замість якого може бути арахісове масло. Існує кілька різних рецептів приготування арахісових соусів, що дає змогу отримати різноманітні смаки, текстури та консистенцію. Типовий рецепт зазвичай містить мелений смажений арахіс або арахісове масло (гладке або хрустке), кокосове молоко, соєвий соус, тамаринд, калган, часник і спеції (наприклад, насіння коріандру або кмину). Іншими можливими інгредієнтами є перець чилі, цукор, смажена цибуля та лемонграс. Консистенція та консистенція (рідка чи густа) арахісового соусу відповідає кількості води, яка в нього змішується.
У західних країнах легко та широко доступне арахісове масло часто використовують як замінний інгредієнт для приготування арахісового соусу. Щоб досягти автентичності, деякі рецепти можуть наполягати на виготовленні смаженого меленого арахісу з нуля, використовуючи традиційну кам'яну ступку та товкачик для подрібнення для досягнення бажаної текстури, зернистості та землистого смаку арахісового соусу. Цей соус часто наносять на курячий шашлик, сате з яловичини або теплу локшину.

## У регіонах

### Індонезія

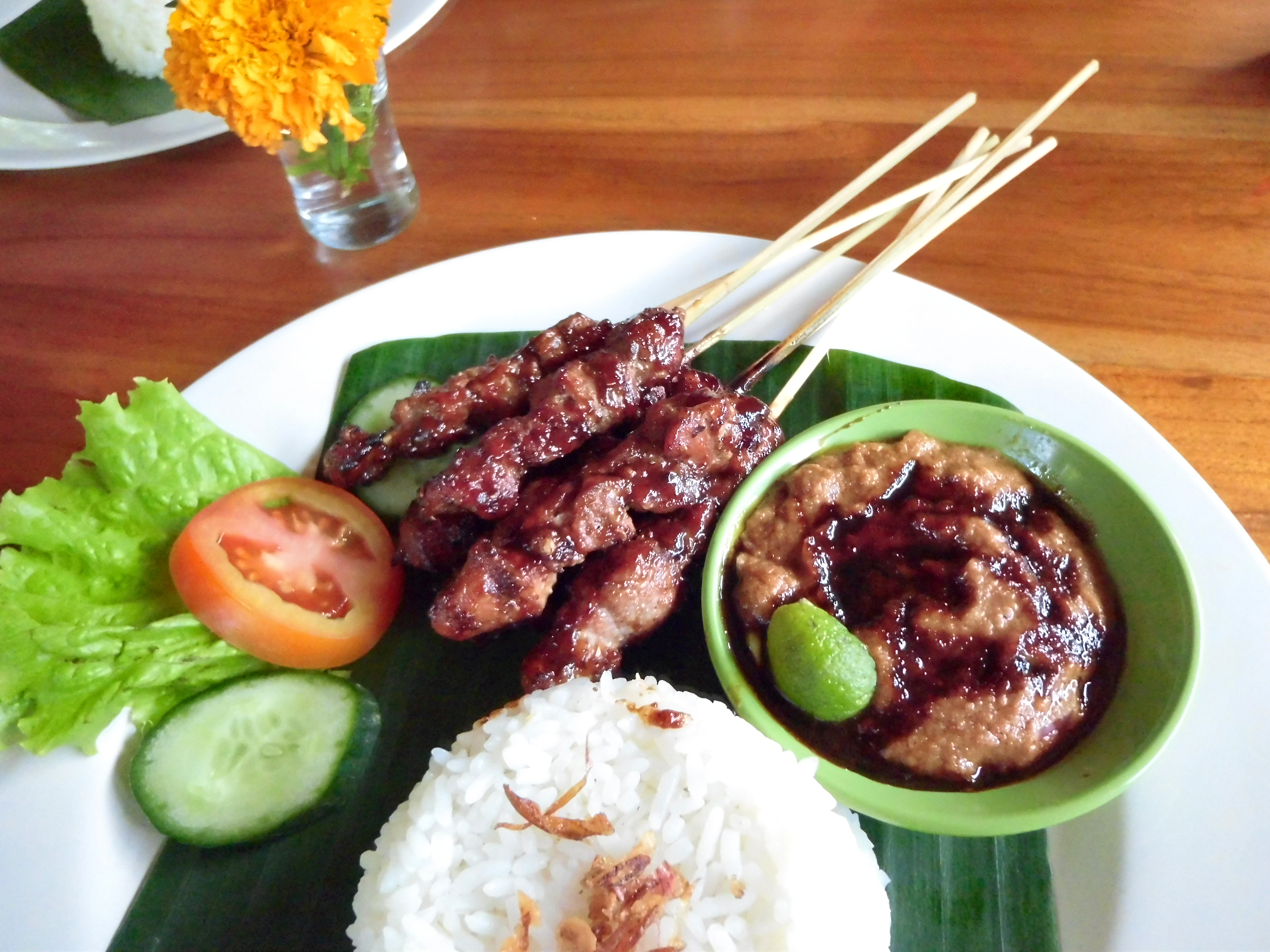
Сате зазвичай подають з арахісовим соусом, тому його часто називають «соус сате»

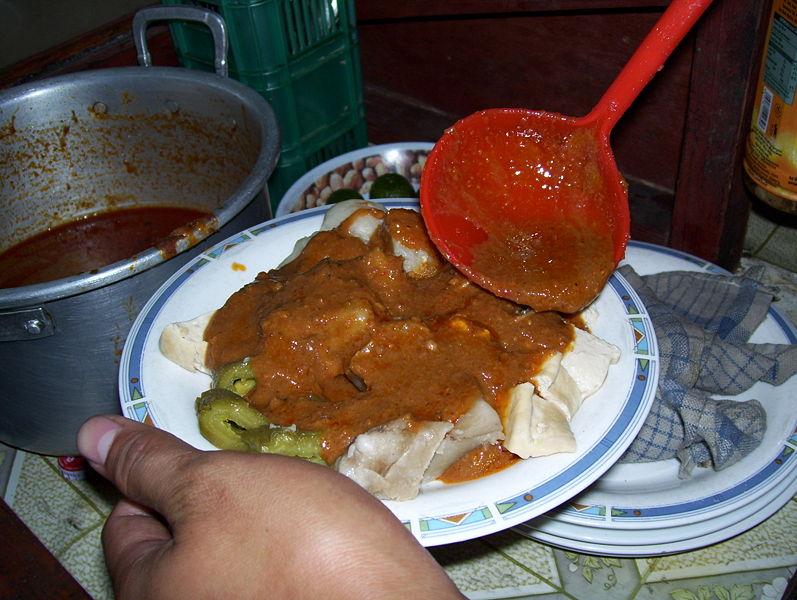
Індонезійський сіомай подається з арахісовим соусом

Однією з головних характеристик індонезійської кухні є широке застосування бумбу качанг (арахісового соусу) у багатьох індонезійських фірмових стравах, таких як сате, гадо-гадо, каредок, кетопрак, роджак і пецель, або стравах під впливом Китаю, таких як сіомай. Його зазвичай додають до основних інгредієнтів (м'яса чи овочів) для додання смаку, використовують як соус для занурення, наприклад самбал качанг (суміш меленого перцю чилі та смаженого арахісу) для отак-отак або кетану або як заправку до овочів. Сате зазвичай подають з арахісовим соусом. Однак сате насправді не означає арахісовий соус — улюблена вулична закуска Південно-Східної Азії — це страва з нарізаного на шампурі м'яса на грилі з безліччю варіацій.
Завезений із Мексики португальськими та іспанськими купцями в 16 столітті, арахіс знайшов місце в індонезійській кухні як популярний соус. Арахіс процвітав у тропічному середовищі Південно-Східної Азії, і сьогодні його можна знайти смаженим і дрібно нарізаним, додаючи різноманітні страви, маринади та соуси.
Арахісовий соус досяг своєї витонченості в Індонезії з делікатним балансом смаку, отриманим від різних інгредієнтів відповідно до кожного рецепту арахісового соусу; смажений арахіс, гула ява (пальмовий цукор), часник, шалот, імбир, сік тамаринда, лимонний сік, лемонграс, сіль, чилі, перець, солодкий соєвий соус, подрібнені разом і змішані з водою, щоб отримати правильну текстуру. Секрет гарного арахісового соусу в тому, що він «не надто густий і не надто водянистий». Індонезійський арахісовий соус, як правило, менш солодкий, ніж тайський (який є гібридною адаптацією). Гадо-гадо їдять з арахісовим соусом по всій Індонезії, демонструючи тонкий баланс солодкого, гострого та кислого.

### Нідерланди

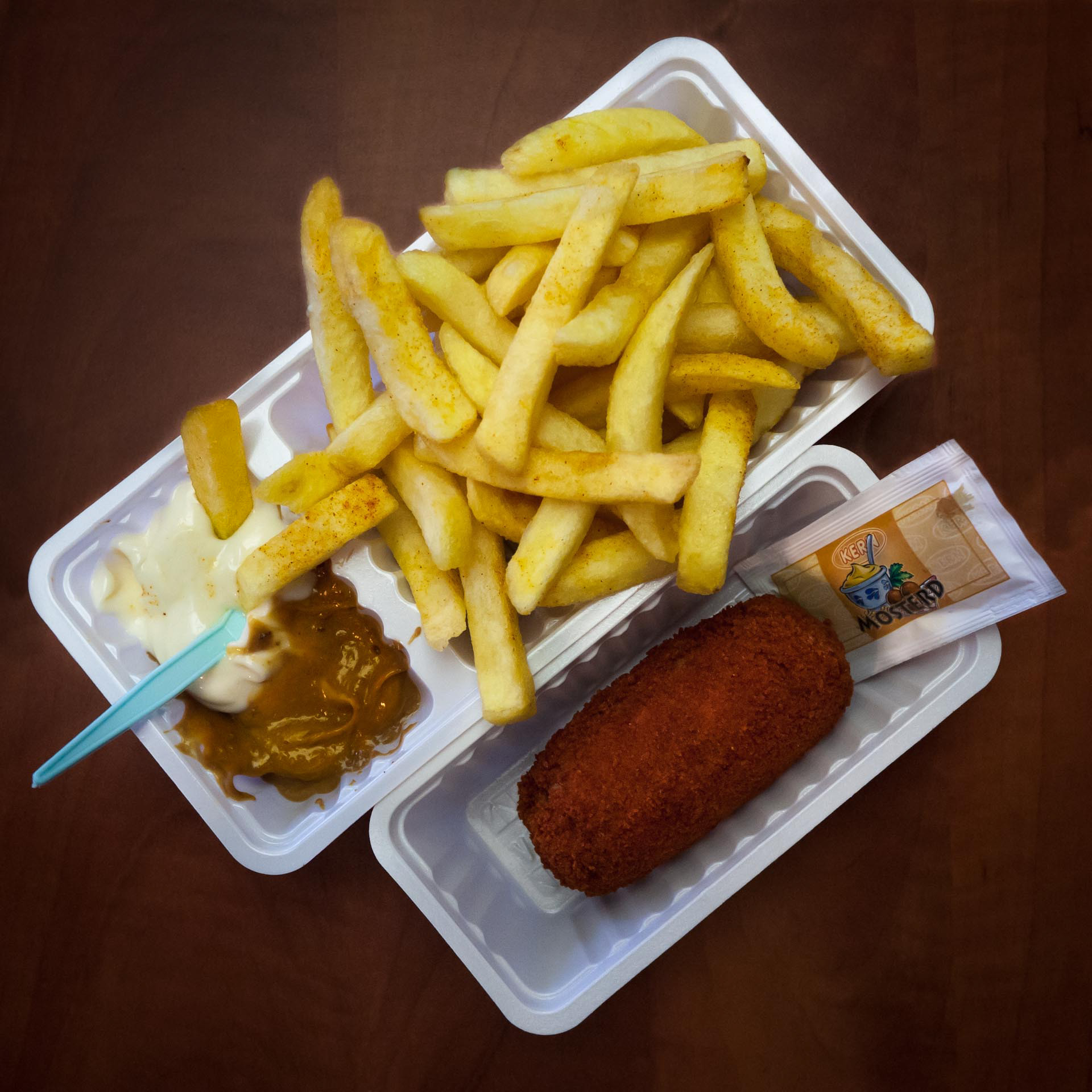
Patatje Oorlog, картопля фрі подається з арахісовим соусом і майонезом

Нідерланди прийняли арахісовий соус як звичайний гарнір через свою колишню колонізацію Південно-Східної Азії. Окрім того, що він використовується в деяких традиційних індонезійських та голландсько-індонезійських стравах, він знайшов свій шлях до суто голландського контексту, коли його їдять, наприклад, із (неазіатського стилю) барбекю або з картоплею фрі. У голландських закладах швидкого харчування популярне поєднання картоплі фрі з майонезом і арахісовим соусом (часто з сирою нарізаною цибулею та кетчупом або голландським соусом карі), яке називається Patatje Oorlog (букв. «Війна фрі»). Арахісовий соус також їдять із багетом, хлібом, огірками або картоплею. Він також використовується як інгредієнт для смаженої у фритюрі закуски під назвою Satékroket, крокету, виготовленого із загущеного борошном рагу на основі індонезійського сате.

### Інші країни

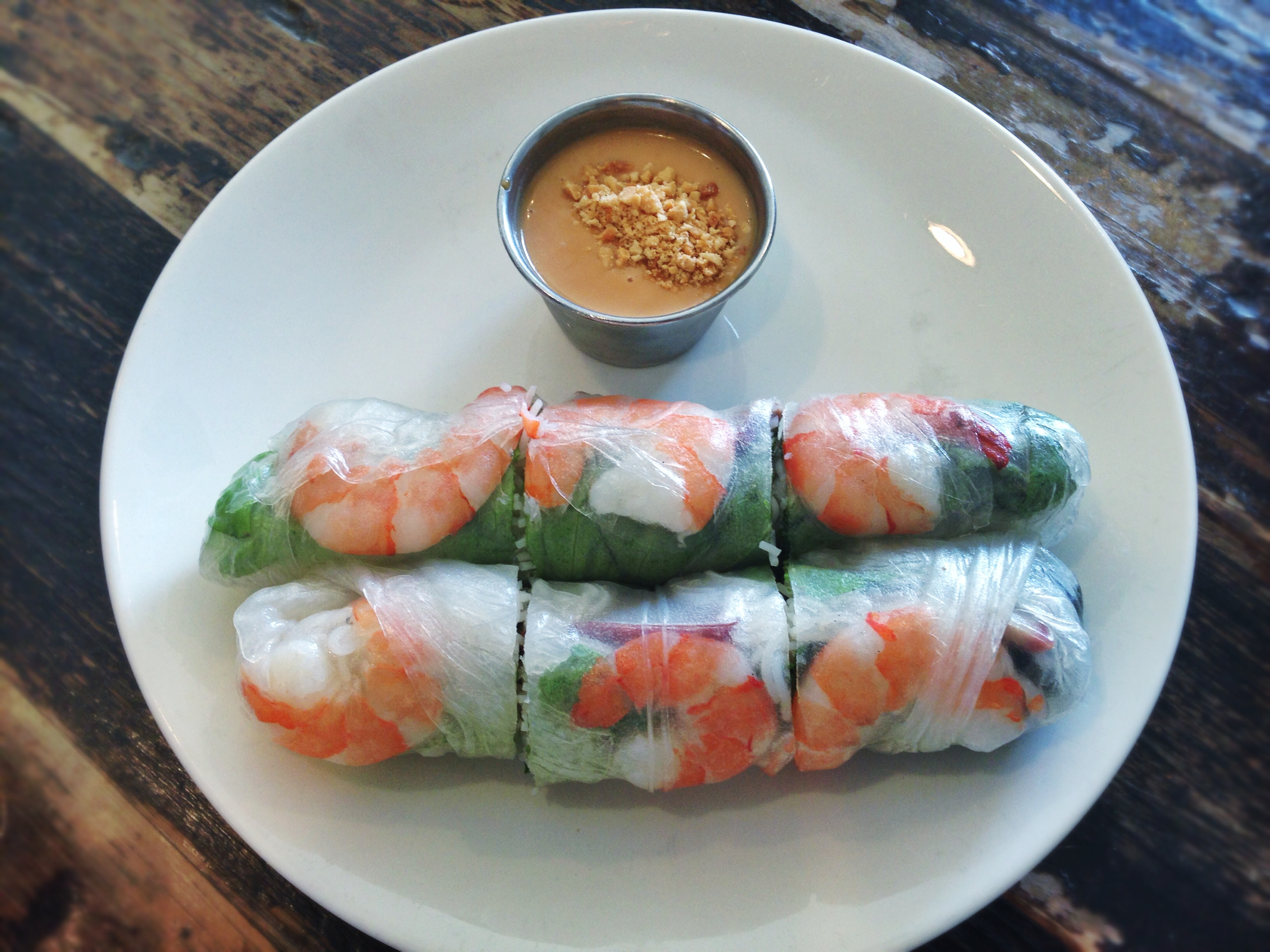
Спринг-ролли з арахісовим соусом як соус для занурення.

- У китайській кулінарії похідним соусом часто використовується хоґо у стилі Чаошань.
- У Гонконзі серед багатьох страв із використанням цього соусу є яловича локшина сате, дуже поширена на сніданок у ча чаан тенгах.
- В Індії арахісовий чатні (гострий арахісовий соус) подають разом із сніданком, наприклад, ідлі та доса. Варіанти включають паллі чатні (чатні зі спеціями з цільного арахісу) в Андгра-Прадеш і чатні кадалай у Тамілнаду.
- На Філіппінах арахісовий соус відомий як sarsa ng mani і використовується як соус для занурення до сате та різних сортів люмпії.
- У Сінгапурі арахісовий соус використовується не лише як соус для соусу для сате. Його також їдять з рисовою вермішеллю, відомою як сате бі хун.
- У В'єтнамі його називають tương đậu phộng і використовують у страві cuốn diếp. В'єтнамський варіант також містить соус хойсін.